# Ionuț Radu
Ionuț Andrei Radu (Boekarest, 29 mei 1997) is een Roemeens voetballer die als doelman speelt. Hij verruilde Genoa CFC in juli 2019 voor Internazionale. Dat haalde hem twaalf dagen na zijn verkoop áán Genoa terug naar Milaan door gebruik te maken van een terugkoopoptie.

## Clubcarrière
Radu begon met voetballen bij het plaatselijke Viitorul București. Hij werd in 2008 opgenomen in de jeugdopleiding van Steaua Boekarest en verruilde die in 2012 voor die van Dinamo Boekarest. Nadat hij vertrok naar Italië ging hij in 2013 voetballen bij Pergocrema, om een halfjaar later opgenomen te worden in de jeugdopleiding van Internazionale. Radu debuteerde op 14 mei 2016 voor Inter in de Serie A, uit tegen US Sassuolo. Hij viel na 72 minuten in voor Juan Pablo Carrizo. Inter verloor met 3–1. Radu concurreerde bij Inter met eerste doelman Samir Handanović, Carrizo en Tommaso Berni voor een plek onder de lat. Twee seizoenen na die ene invalbeurt verhuurde Inter hem in het seizoen 2017/18 aan US Avellino en in 2018/19 aan Genoa CFC. Hier was hij vanaf september 2018 de eerste doelman. Genoa lijfde hem in juli 2019 definitief in. Twaalf dagen nadat zijn contract in Genua inging, haalde Internazionale hem echter terug door gebruik te maken van een terugkoopclausule in zijn contract. De Milanese club verhuurde hem daarna wel weer direct aan Genoa. Tijdens de seizoenen 2020/21 en 2021/22 was Radu reservedoelman bij Inter. Tijdens de enige competitiewedstrijd die hij in seizoen 2021/22 speelde, op 27 april tegen Bologna, maakte hij een enorme blunder die leidde tot kostbaar puntverlies in de titelrace.

## Clubstatistieken
| Seizoen | Club           | Competitie | Competitie | Competitie | Beker | Beker | Internationaal | Internationaal | Totaal | Totaal |
| Seizoen | Club           | Competitie | Wed.       | Dlp.       | Wed.  | Dlp.  | Wed.           | Dlp.           | Wed.   | Dlp.   |
| ------- | -------------- | ---------- | ---------- | ---------- | ----- | ----- | -------------- | -------------- | ------ | ------ |
| 2015/16 | Internazionale | Serie A    | 1          | 0          | 0     | 0     | —              | —              | 1      | 0      |
| 2016/17 | Internazionale | Serie A    | 0          | 0          | 0     | 0     | 0              | 0              | 0      | 0      |
| 2017/18 | → US Avellino  | Serie B    | 22         | 0          | 2     | 0     | —              | —              | 24     | 0      |
| 2018/19 | → Genoa CFC    | Serie A    | 33         | 0          | 0     | 0     | —              | —              | 33     | 0      |
| 2019/20 | Genoa CFC      | Serie A    | —          | —          | —     | —     | —              | —              | 0      | 0      |
| 2019/20 | Internazionale | Serie A    | —          | —          | —     | —     | —              | —              | 0      | 0      |
| 2019/20 | → Genoa CFC    | Serie A    | 5          | 0          | 0     | 0     | —              | —              | 5      | 0      |
| Totaal  | Totaal         | Totaal     | 61         | 0          | 2     | 0     | 0              | 0              | 63     | 0      |

Bijgewerkt t/m 28 september 2019

## Interlandcarrière
Radu debuteerde in 2017 in Roemenië –21, het eerste vertegenwoordigende nationale team waarvoor hij werd geselecteerd. Hiermee nam hij twee jaar later deel aan het EK –21 van 2019, als aanvoerder.

## Erelijst
| Serie A      | 1x | 2020/21 |
| Coppa Italia | 1x | 2021/22 |
| Supercoppa   | 1x | 2021    |